# Alchemilla dregei
Alchemilla dregei é uma espécie de rosácea do gênero Alchemilla, pertencente à família Rosaceae.